# ايسلهم (كامبريدجشير)
ايسلهم (بالإنجليزية: Isleham)‏ هي قرية وأبرشية مدنية تقع في المملكة المتحدة في إنجلترا. يقدر عدد سكانها بـ 2,378 نسمة .

## المدن التوأمة
مدينة قرية مريم المجدلية هي مدينة توأمة لـايسلهم (كامبريدجشير).